# .cr
.cr (Costa Rica) é o código TLD (ccTLD) na Internet para a Costa Rica.